# Demain est un autre jour (film, 1951)
Pour les articles homonymes, voir Demain est un autre jour.
Pour plus de détails, voir Fiche technique et Distribution.
Demain est un autre jour (Domani è un altro giorno) est un melodramma strappalacrime italien réalisé par Léonide Moguy, sorti en 1951. Le film fait suite au film Demain il sera trop tard, du même réalisateur et mettant en vedette la même Pier Angeli.

## Synopsis
Alors qu'elle envisage de se suicider en se noyant, une jeune femme est interpellée par un médecin dont le travail, tout au long de la nuit, consiste à sauver les personnes qui tentent de se suicider. Avec insistance, le médecin convainc la jeune fille de le suivre dans sa tournée.
Une fois à l'hôpital, tous deux écoutent l'histoire d'une jeune fille qui, livrée à elle-même, a été exploitée par un homme qui semblait bon au départ, mais qui s'est avéré sans scrupules. La jeune fille a tenté de se suicider mais a été sauvée tandis que son exploiteur a été arrêté ; regrettant son acte précédent, la jeune fille a répété « Je veux vivre, je veux vivre ».
Une autre fille a raconté son histoire à la maison : après être tombée enceinte d'un jeune homme qui ne l'aimait pas, elle avait refusé l'avortement et décidé d'élever seule l'enfant, mais sa mère, craignant un scandale, lui avait retiré le bébé. La jeune femme avait alors pris des pilules, mais lorsqu'elle s'est réveillée, elle a trouvé son fils à côté d'elle.
Après avoir entendu d'autres histoires, la jeune femme qui voulait se noyer a compris qu'elle devait vivre pleinement sa vie.

## Fiche technique
- Titre original : Domani è un altro giorno
- Titre français : Demain est un autre jour
- Réalisation : Léonide Moguy
- Scénario : Oreste Biancoli, Sara Gasco, Domenico Meccoli, Léonide Moguy et Giorgio Prosperi
- Photographie : Aldo Graziati
- Musique : Franco Mannino
- Production : Isidoro Broggi
- Société de production : Excelsa Film
- Pays de production :  Italie
- Format : Noir et blanc - 1,37:1 - Mono
- Genre : drame
- Durée : 100 minutes
- Date de sortie : 
  - Italie : 24 janvier 1951
  - France : 16 avril 1952

## Distribution
- Pier Angeli : Luisa
- Aldo Silvani : Medico dell'ambulanza
- Anna Maria Ferrero : Giulia
- Laura Gore : Linda
- Arnoldo Foà : Cesare
- Rossana Podestà : Stefania
- Giovanna Galletti : Madre di Luisa
- Rina De Liguoro : Rosa
- Bianca Doria